# 城市獵人 (1993年電影)
《城市猎人》（英語：City Hunter）是1993年上映的香港動作喜劇。由王晶編導，成龍領銜主演，改編自日本漫畫家北条司的同名漫畫作品，于1993年1月14日正式上映。

## 剧情
孟波（成龙飾），綽號「城市獵人」，是一位私家偵探。過去曾有一位搭檔中村（王敏德客串），然而中村在一次單獨出任務時失手，臨死前將妹妹惠香（王祖賢飾）託付給孟波，並囑咐孟波不可以泡她。長大以後的惠香卻遠超過孟波當初的認知，讓孟波很後悔當初答應中村不泡惠香；惠香成為孟波的助手，兩人的關係相當曖昧。
日本報業大王今村宏次（荻原賢三飾）的獨生女今村清子（後藤久美子飾）离家出走，今村宏次得知女儿去了香港，委託孟波找回他的女儿。孟波和惠香出發去找清子，一路上惠香一直詢問孟波關於慶祝他生日的事，但孟波只注意電話中清子的情報，完全沒有聽到惠香講的話，最後還要惠香和他分頭去找清子，讓惠香很不是滋味。孟波在香港公园找到了正在玩滑板的清子，清子誣賴孟波要非禮她，要朋友攔住孟波，她自己則踩著滑板逃走；孟波也搶了一個滑板追上去，不過清子的滑板黨朋友也全都追了上來要打孟波。一群人從公園追到了大馬路上，孟波在車陣中甩掉了滑板黨但也追丟了清子。清子逃進了一間服飾店，想要離開的時候卻看到孟波在門口徘徊；因此清子色诱一个男顾客到更衣室，打晕他并换上他的衣服，從不知情的孟波眼前逃走了。此外，清子在男顧客的西裝口袋中，意外的發現了一張「富貴丸」的船票。
飢腸轆轆的孟波回到家發現有好幾個美女來幫她慶生，喜出望外的孟波讓美女們把他綁起來餵他吃蛋糕；然而實際上這幾個女生是來替他們的男人報仇的，因為孟波把她們的男人都抓走了。在這一陣追打的同時，不巧惠香帶著孟波的生日蛋糕回來；惠香誤會了孟波並揚言要和她表哥去坐「富貴丸」後就負氣離去。孟波解開繩子後擺平了那幾個美女，跑去追惠香。
惠香和她的表哥大腳（單立文飾）登上了举办慈善活动的豪華郵輪「富贵丸」，一路上，大腳一直在講孟波的壞話，並企圖說服惠香和她結婚，但惠香並沒有多加理會。同時，香港皇家警察的芽子（邱淑貞飾）和她的助手（溫翠蘋飾）為了調查國際恐怖份子可能劫船的情報，攜帶了大量的軍火也登上了「富贵丸」，並且芽子的助手為了釣金龜婿也蠢蠢欲動。孟波在登船口邂逅了芽子的助手之後，因为沒有登船證，不得不藏进行李袋裡被送至船的货仓，不過他很快就被船員發現而遭到追捕。孟波爬上了汽笛的鳴笛口躲開了船員，但這個時候輪船剛好鳴笛，讓孟波暫時性的失聰。之後孟波在游泳池再次遇到芽子的助手，芽子的助手本來對孟波抱有好感，卻因孟波是窮小子而放棄孟波，而孟波則只想吃芽子助手的漢堡包；孟波在游泳池也遇到了惠香和她的表哥，因為孟波真的聽不見惠香講的話，所以再次惹惠香生氣被她推進游泳池裡。芽子和她的助手則在夜總會的賭桌上邂逅了浪子高達（黎明飾），芽子的助手對高達抱有好感；芽子替高達解了圍，並且得到了高達的一張紅心A。
麥當奴（理查德·諾頓飾）和他的手下Kim（蓋瑞·丹尼爾斯飾）等人在房間裡討論劫船的計劃，被在隔壁房間的清子聽到，然而清子不小心打開了蓮蓬頭發出聲響而打草驚蛇。麥當奴要一個手下去隔壁房間看一看，清子布置了一個陷阱準備迎擊，但陷阱並沒有發揮作用；然而清子在一陣誤打誤撞後還是讓歹徒頭撞到茶几而昏倒。清子趕忙去找船長，卻被大副攔了下來；大副聲稱船長正在休息，於是清子只好把恐怖份子的事告訴了大副。然而大副實際上也是恐怖份子的一員，他把清子騙到了輪機室準備殺掉，所幸孟波剛好躲在輪機室裡挨餓。他迅速的奪走了大副的槍，不過更多的恐怖份子在這個時候趕到；孟波和清子只能趕緊逃跑，大副則死於自己人的槍下。孟波和清子逃進了船上的電影院裡面，並在裡面擊倒了數名歹徒；孟波在面對最後兩個高大黑人歹徒束手無策時，從電影院裡正在放的李小龙的《死亡遊戲》中橋段得到靈感，順利將他們擊倒。同時，恐怖份子已控制了「富贵丸」的艦橋，麥當奴等人在夜總會殺死了船長和許多船員，劫掠了乘客的珠寶首飾，並且設下了一個死亡賭局；所有的乘客被要求排成一排和麥當奴玩百家樂，如果點數比他小就當場開槍射殺。
孟波和清子返回清子的房間想要找一些線索，沒想到遇到了一個恐怖份子(盧惠光飾)而被追殺。之後他在電玩間發現了两个還不知情正在玩快打旋風的小伙子，孟波要他們想辦法報警，他自己和清子則趕往夜總會。那兩個小夥子用微型電報機發了求救訊號。此時在夜總會，麥當奴已經殺死了三個賭輸的乘客，眼看就要輪到芽子；高達在這個時候挺身而出，並且连续赢了麥當奴十二局。孟波和清子從冷氣口悄悄的潛入夜總會，但還是被監視器拍到投射在電視牆上，麥當奴注意到這個畫面；他的一時分心讓高達迅速的用撲克牌射倒了好幾個恐怖份子並且後空翻進電梯逃走。芽子也趁機搶了恐怖份子的槍展開反擊，孟波則在夜總會的樓梯搶到了槍，用吊飾盪進了夜總會，麥當奴趁亂離開了現場。芽子告訴孟波惠香被Kim帶去房間，要孟波去救她。惠香在Kim的房間裡企圖用各種方法攻擊Kim但都沒什麼效果，孟波破窗而入和Kim大打出手，還脫口說出「你敢打我的女人」讓惠香小鹿亂撞。他們的打鬥被返回房間的麥當奴等人制止，麥當奴逮住了孟波並宣布明天將處死他。惠香趁亂逃了出去，和芽子、芽子的助手、清子等人碰了面，並由色誘制伏在房間門口的歹徒，回到芽子的房間取得武器。
天亮以後，麥當奴在甲板上準備處死孟波，清子跑出來要求麥當奴不要殺他，並說自己的父親可以支付他們想要的錢。清子這麼做是為了給芽子爭取準備的時間，在芽子的掩護下，孟波和清子逃離了麥當奴的射程，芽子的助手則因身體不平衡掉落甲板，但在混亂中兩人又失散，清子在甲板和桅杆上以高超的平衡感解決了一個追過來的恐怖份子。不久後，接收到求救訊號的台灣雷霆小組開始登陸甲板掃蕩恐怖份子，麥當奴等人知道大勢已去，開始在船上各處安放炸彈。孟波在電玩間再次遇到Kim，打鬥中孟波撞毀了裡面的一台街機導致一陣錯亂；孟波化身為春麗，擊敗了化身為肯的Kim。高達帶領著其他乘客要到甲板上去，遭到殘存的恐怖份子攻擊，高達耗盡了手中的撲克牌，雙手手臂也都受了傷；芽子在這個時候趕到，開槍殺死了兩個恐怖份子，高達打手語給芽子暗示，要我來解決他，芽子隨將把之前的紅心A拋向空中，讓高達用腳踢牌，撲克牌飛力直接貫穿命中恐怖分子的額頭。
雷霆小組開始向夜總會攻堅，麥當奴引爆了預藏的炸彈炸飛了不少人。孟波為了要找惠香也來到夜總會，在經過一番激烈的打鬥後，孟波終於戰勝麥當奴，而麥當奴也誤踩炸藥遙控器而被自己的炸彈炸死。電影的最後，孟波把清子带回了日本，交还给她父亲；今村宏次打算把清子嫁給孟波並說之後會讓孟波繼承他的報社，但被孟波拒絕了。

## 演員
| 演員                                | 粵語配音 | 角色           | 備註 |
| 成 龍                               | 張炳強   | 孟 波          | 綽號「城市獵人」，私家偵探，見義勇為，喜歡打架，愛好美色，口頭禪是「肥婆奶奶」。                                                   |
| 王祖賢                              | 袁淑珍   | 惠 香          | 孟波前搭擋中村的妹妹，現在是孟波的助手。當孟波對別的女人示好時會吃醋而發脾氣。                                                     |
| 江麗娜（童年）                      |          | 惠 香          | 孟波前搭擋中村的妹妹，現在是孟波的助手。當孟波對別的女人示好時會吃醋而發脾氣。                                                     |
| 後藤久美子                          | 鄭麗麗   | 今村清子       | 日本今村報社社長今村宏次的獨生女，母親早逝，因叛逆而離家出走來到香港。練過體操，平衡感很好。                                       |
| 邱淑貞                              | 何錦華   | 芽 子          | 香港皇家警察，為了調查恐怖份子的情報而登船，槍法和功夫都很厲害。                                                                   |
| 溫翠蘋                              | 陸惠玲   | 芽子的助手     | 為了掩護芽子的身分而和她一起登船，想趁機吊一個金龜婿，經常重心不穩。                                                               |
| 黎 明                               | 朱子聰   | 高 達          | 綽號「浪子」，亞洲賭術界的高手，可用撲克牌作為暗器。(「浪子」高達與倪匡筆下的人物同名，而黎明亦於同年飾演倪匡筆下的另一人物原振俠) |
| 單立文                              | 陳永信   | 大 腳          | 惠香的表哥，百般想說服惠香離開孟波和他交往。是個沒什麼用處的軟腳蝦。有家傳招式「絕後龍爪手」。                                     |
| 理查德·諾頓 (Richard Norton)        | 陳 欣    | 麥當奴         | 前美國野戰特種部隊少校，國際匪徒的首腦，殺人不眨眼。                                                                               |
| 蓋瑞·丹尼爾斯 (Gary Edward Daniels) | 文德耀   |                | 麥當奴最重要的心腹，全身結實肌肉，功夫相當了得。垂涎惠香的美色。                                                                   |
| Vincent Laporte                     |          | Vincent        | 麥當奴的心腹，小隊隊長，光頭。 |
| Mike Abbott                         |          | Mike           | 麥當奴的心腹，小隊隊長，長髮高大，寡言。曾垂涎芽子和助手的美色。                                                                   |
| 盧惠光                              |          | 同志恐怖份子   | 麥當奴的心腹。 |
| 江富強                              |          | 陳大文         | 偽裝為船員的恐怖份子。被孟波以指紋識別微型電腦查出身分。                                                                           |
| 魯亦詩(Louis Roth)                  |          | 郵輪的大副     | 麥當奴的內應。 |
| 軟硬天師                            |          | 客 串          | 郵輪上的表演歌星，參與芽子等人的逃脫計劃。                                                                                         |
| 王敏德                              |          | 中 村          | 孟波前搭擋，在一次單獨出任務時失手被殺，臨死前將妹妹惠香託付給孟波，並且警告孟波不准泡她。                                         |
| 荻原賢三                            | 文德耀   | 今村宏次       | 清子的父親。 |
| 葉 晨                               |          | 客 串          | 假意慶祝孟波生日而向其復仇的美女之一。                                                                                             |
| 林其欣                              |          | 客 串          | 假意慶祝孟波生日而向其復仇的美女之一。                                                                                             |
| 朱潔儀                              |          | 客 串          | 假意慶祝孟波生日而向其復仇的美女之一。                                                                                             |
| 黎彼得                              |          |                | 服裝店的好色客人，被清子在試身室伏擊奪去衣服。                                                                                     |
| 段偉倫                              |          |                | 被逼與麥當奴對賭的人質之一。 |
| Edward Corbett                      |          |                | 被逼與麥當奴對賭的人質之一。 |
| 蔡慧鈴                              |          | 今村宏次的秘書 | |
| 黃梓瑋                              |          |                | |

## 音樂
| 曲別   | 歌曲         | 作曲     | 作詞     | 編曲     | 演唱者   | 備註                                                                                       |
| ------ | ------------ | -------- | -------- | -------- | -------- | ------------------------------------------------------------------------------------------ |
| 主題曲 | 《城市獵人》 | 黃霑     | 黃霑     | 戴樂民   | 成龍     |                                                                                            |
| 插曲   | 《老人院》   | 後藤次利 | 軟硬天師 | C.Y.Kong | 軟硬天師 | 原曲為日語歌《響尾蛇來了》，有說編曲者是秋元康，實為錯誤。秋元康是《響尾蛇來了》的填詞者。 |

## 幕后
该片的赞助商是日本三菱汽車和本田汽車。
特技演员为成家班的成员蒋荣发（火星）。
该片拍摄地在香港雅马大体育休闲中心和香港公園的奧林匹克廣場。